# Nicole Wilkins
Nicole Wilkins (Farmington, Míchigan; 5 de febrero de 1984) es una culturista profesional competidora profesional de figura y fitness, modelo de fitness y entrenadora de fitness estadounidense. Es la primera ganadora en cuatro ocasiones del concurso de IFBB Figure Olympia y tres veces ganadora del Figure International celebrado durante el Arnold Classic anual. Actualmente es la única mujer que ha ganado cuatro veces el Figure Olympia.

## Biografía
Wilkins se licenció en la Universidad de Oakland en salud, bienestar y prevención de lesiones.
Wilkins se preparó para su primera competición de fitness en el NPC de 2003 en el oeste de Míchigan, donde quedó primera en la competición de fitness cuando tenía 19 años.
Al año siguiente, como estudiante de tercer año de universidad, compitió en cinco competiciones más, alternando entre las divisiones de fitness y figura. En los tres años siguientes pasó del nivel regional al nacional para obtener su tarjeta profesional y entrar en la Liga Profesional de la IFBB.
En julio de 2007, Wilkins compitió en los Campeonatos del Universo por Equipos de la NPC en la ciudad de Nueva York, donde se cruzó y compitió en ambas categorías, fitness y figura. Ganó la general en ambas categorías, superando a 200 mujeres de todo el país, y obtuvo su tarjeta profesional. Era la primera vez que una competidora ganaba los títulos generales de fitness y figura en el mismo concurso nacional.
Un año después, hizo su debut profesional como competidora de la IFBB en el Arnold Classic de 2008 en Columbus (Ohio).
En 2009, Wilkins se convirtió en la mujer más joven de la historia del deporte en ganar el concurso Figure Olympia. En 2010, ganó el primer puesto en el Arnold Classic, pero perdió el título Figure Olympia ante Erin Stern.
En 2011, volvió a ganar 5 títulos y se convirtió en la primera persona en recuperar el título Figure Olympia, así como en la primera persona en ganar el Figure Olympia y el Figure International en el mismo año.
En 2012, fue subcampeona del Figure Olympia frente a la competidora Erin Stern, pero volvió a reclamar el título en 2013, y obtuvo su cuarta victoria en el Figure Olympia en 2014.